# Liever Turks dan paaps

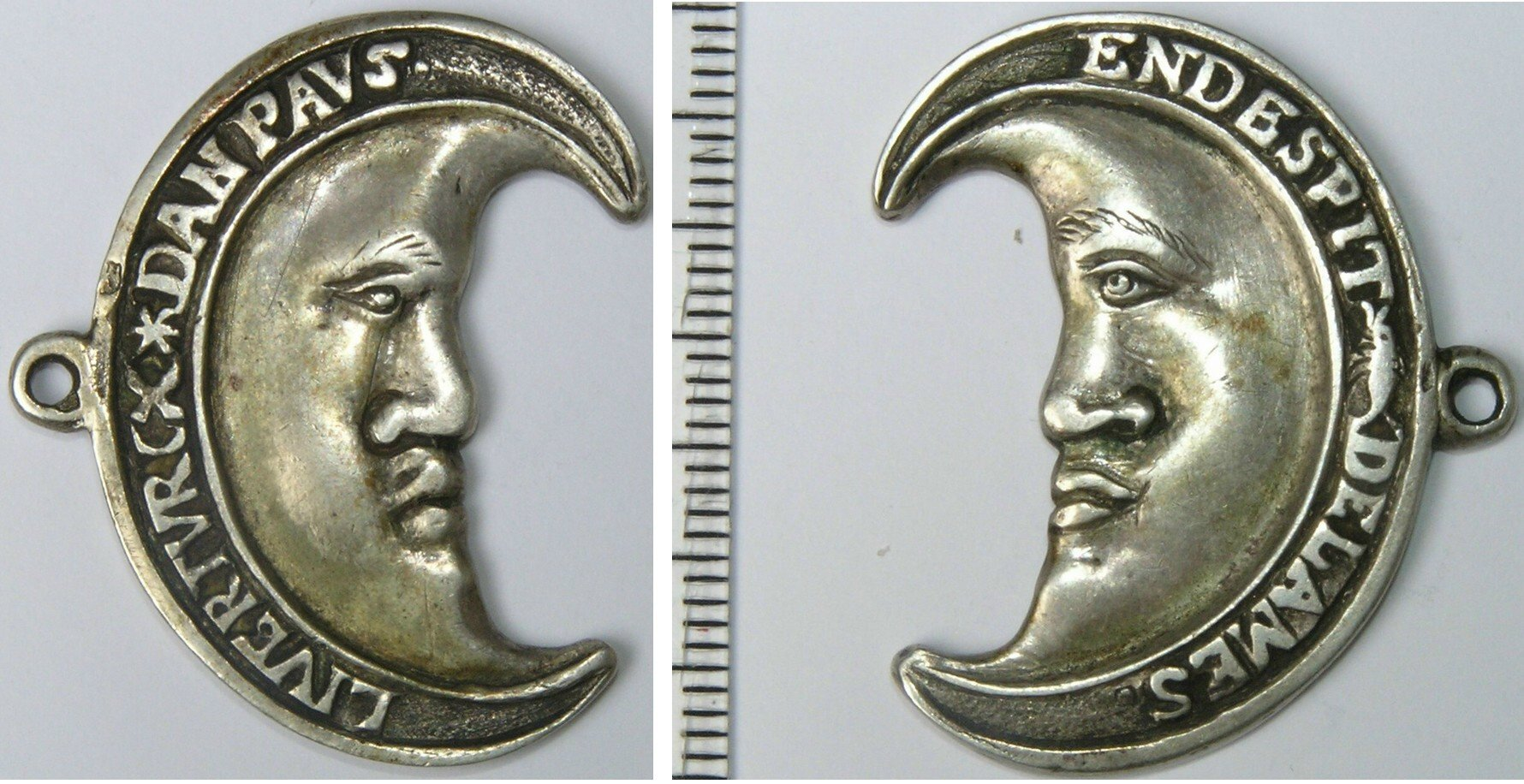
Zilveren, gegoten en nabewerkte "halve maan" geuzenpenning, circa 1570

Liever Turks dan paaps (in zestiende-eeuwse spelling, liver turcx dan paus) was een leuze ten tijde van de Tachtigjarige Oorlog (1568–1648). Hij werd in de Nederlanden al voor de oorlog gebruikt tijdens hagenpreken te Antwerpen in 1566, het jaar van de Beeldenstorm in de Spaanse Nederlanden. De leuze wordt tevens gevonden op zilveren geuzenpenningen in de vorm van een wassende maan, die door de geuzen aan hun kleren werd gedragen.

## Betekenis leuze
De spreuk werd door de Watergeuzen gebruikt om ermee aan te geven hoe anti-katholiek ze waren. De Turken werden in die dagen nog altijd gezien als een grote bedreiging voor Europa, maar de gebetenheid van de Geuzen op de katholieken was zo fel, dat men zelfs de Turken verkoos boven de katholieke Filips II van Spanje. De dichter Jan Fruytiers schrijft in 1577:
En daarom droegen sommige geuzen destijds zilveren halve manen met daarop de tekst "Liever Turks dan paus". Want zij achtten de tirannie van de paus groter dan die van de Turk, die het geweten van de mensen tenminste ongemoeid laat als zij belasting betalen, en bovendien zijn beloften even goed of zelfs beter nakomt dan de paus.
Dezelfde verklaring wordt gevonden in de Historiën van Pieter Cornelisz. Hooft uit 1642 en in de voordracht Over het Mohammedanisme door de theoloog Voetius uit 1648.

## Historische achtergronden
In de periode 1565-1579 werd deze leuze genoemd om het contrast tussen de relatieve godsdienstvrijheid in het Ottomaanse Rijk en de intolerantie in de Nederlanden onder Filips II mee aan te geven. Over deze tolerantie werd in Frankrijk en in de Nederlanden gesproken. De sultan was een voorbeeld van het argument dat het tolereren van diverse stromingen geen chaos hoeft teweeg te brengen, zoals de tegenstanders van tolerantie beweerden. De argumenten van Franse pleidooien voor tolerantie werden genoemd in brieven van de directe relaties van Willem van Oranje, zoals Viglius, d’Esquerdes en Du Plessis-Mornay.
Lodewijk van Nassau, de broer van Willem van Oranje, verspreidde in 1565 een pamflet tegen de invoering van de Inquisitie, waarin tevens wordt gesteld dat het toelaten van verschillende godsdiensten het enige middel is om rust en vrede in het land te bewaren. Onder meer stelt Lodewijk in dit pamflet "dat het geen wonder is dat velen door de religieuze vervolgingen in Frankrijk onderdaan wilden worden van de Turk".
De geuzen legden een verband tussen Willem van Oranje en de Turkse tolerantie in verschillende geuzenliederen:
Den Prince van Oraengien triumphant
Godt sal hem gheven wijsheyt en verstant,
Op dat Gods Woort tot desen stonden,
Mach gepreect worden aen elcken cant,
Liever Turcks dan paus bevonden.
Al is den Turk gheen Christen genaemt,
Hy en heeft niemant om tgeloove gebrant,
Als die papisten doen alle dage
Enkele strofen eerder wordt enthousiast vermeld hoe het Turkse rijk oorlog voert tegen het koninkrijk Spanje, waardoor Spanje niet op volle kracht tegen de opstandelingen in de Nederlanden kan optreden:
Den Turck die coemt al met ghewelt,
Met dry hondert duysent man is hy te velt,
Te voet end oock te Peerden,
Hy heeft gewonnen, tzy u vertelt,
Twee steden van grooter weerden.
Lagoulette ende Thoenis sijn die Steden genaemt
Daer binnen was so menigen Italiaen,
Bisschoppen, Cardinalen, Spaensche gesellen,
Die zijn daer gebleven, wilt dit verstaen,
Die en sullen ons hier niet meer quellen.
De geuzen lieten een Turkse snor staan: naer de ghewoonte der Turcken / opgeheset ende omgewronghen.
Voorts verwachtten de geuzen ook steun van de Turken. In 1566 waren er contacten met het Ottomaanse hof via Josef Nasi, een uit Antwerpen geëmigreerde Jood die bekend was met Willem de Zwijger. In een brief aan de Antwerpse kerkraad zegde hij geldelijke en diplomatieke steun toe. Oranje stuurde in 1568 een geheim gezant naar het hof van sultan Selim II. Op korte termijn boorde de Slag bij Lepanto het vooruitzicht op hulp de grond in, maar in 1574 zocht Oranje met de steun van koning Karel IX van Frankrijk weer toenadering tot de Verheven Porte. Selim stuurde een gezant met een brief aan de 'Lutherse' (lees: niet-katholieke) natie in Filandāra (Vlaanderen, d.w.z. de Nederlanden), waarin hij verzocht om geïnformeerd te worden over een aanval op de volgelingen van de paus, zodat hij tijdig troepen kon sturen ter versterking. Ook vanuit de Nederlanden trok opnieuw een gezant naar Constantinopel. De sultan begon dat jaar aan de verovering van Tunis, wat als gewenst neveneffect had dat de Spaanse machtspositie in de Nederlanden afbrokkelde.

## Nawerking
Nabij IJzendijke in Zeeuws-Vlaanderen ontstond eind 16e eeuw een gehucht Turkeye. Ook dorpen bij Antwerpen en Oostende dragen die naam.
De leuze is sinds 1884 vermeld op een gedenkplaat aan het voormalige Hof van Culemborg in Brussel: Liever Turx dan Pausch / Libertas Vita Carior / Jusques à porter la besace.